# Stazione di Bovino-Deliceto
La stazione di Bovino-Deliceto è una stazione ferroviaria posta sulla linea Napoli-Foggia. È gestita da Rete Ferroviaria Italiana e serve i comuni di Bovino e Deliceto.
La stazione è ubicata nella valle del Cervaro a 260 m s.l.m., in prossimità dell'innesto dell'ex strada statale 161 di Ortanova sulla strada statale 90 delle Puglie. Aperta al pubblico il 27 gennaio 1867, la stazione dispone di un fabbricato viaggiatori su due livelli e di tre binari passanti, due dei quali destinati al servizio passeggeri e dotati di marciapiede. In passato vi erano anche un quarto binario passante, un tronchino con scalo merci (soppresso nei primi anni '90 del Novecento) e un deposito locomotive. Quest'ultimo ospitava in una prima fase le locomotive di spinta che venivano aggiunte ai convogli più pesanti per affrontare il tratto in salita che conduceva alla stazione di valico di Pianerottolo d'Ariano. Tali manovre divennero però superflue dopo che, negli anni '20 del Novecento, la linea venne elettrificata mediante il sistema innovativo della trazione a corrente continua a 3 000 volt.
Nella stazione effettuavano fermata otto coppie giornaliere di treni passeggeri nel 1938, nove nel 1955 e nuovamente otto nel 1973.
A partire dagli anni '90 del Novecento la stazione, munita di una sottostazione elettrica,  venne resa impresenziata, mentre da dicembre 2010 il servizio viaggiatori, già molto ridimensionato, fu totalmente soppresso.